# Cyphophthalmus noctiphilus
Cyphophthalmus noctiphilus is een hooiwagen uit de familie Sironidae. De originele naamcombinatie (protoniem) was Siro noctiphilus Kratochvíl, 1940.